# 퓨턴 크리틱
퓨턴 크리틱(The Futon Critic)은 미국의 지상파와 케이블 네트워크의 황금시간대 프로그램에 관한 기사와 정보를 제공하는 웹사이트이다. 황금시간대 프로그램에 대한 리뷰와 TV 업계 인사들과의 인터뷰를 주로 다루며, 텔레비전 네트워크가 제공하는 닐슨 시청률 데이터 보고서와 보도자료도 게재하고 있다. 1997년에 브라이언 포드 설리번이 설립했다.

## 역사
퓨턴 미디어의 최고경영자인 브라이언 포드 설리번은 1997년 1월 14일에 퓨턴 크리틱을 개설했으며, 사이트 설립 이후 저녁 황금시간대 프로그램에 대한 리뷰와 함께 직원들이 TV 업계 관계자들과 진행한 인터뷰들을 게재해왔다. 또한 사이트 내에 보도자료, 방송 편성표, 닐슨 시청률 데이터를 게재하는 기사 섹션들을 갖추고 있으며, 허프포스트와 TV 바이 더 넘버스와 같은 웹사이트에서는 이러한 자료들을 기사에 인용해왔다. 퓨턴 크리틱이 발행한 닐슨 시청률 데이터 자료는 콜로라도 대학교 볼더와 템플 대학교 같은 교육 기관에서 활용되기도 했다.
2009년, 설리번은 사이트를 대표해 그해의 텔레비전 프로그램과 에미상 후보에 대해 이야기를 나누기 위해 WGN의 닉 디질리오 쇼에 출연했다. 2010년, 설리번은 스트리밍 서비스에서 어떤 TV 프로그램들을 볼 수 있는지 알려주는 새로운 섹션을 같은 해 8월에 개설하겠다고 발표했다. 또한 해당 섹션의 개설 이후 차후 공개될 '.comEDY'라는 이름의 TV 파일럿 프로그램의 제작을 발표했는데, 이 프로그램은 실리콘 밸리 주변에서 일어난 닷컴버블 붕괴의 영향을 재미있게 다룬 작품으로 기획되었다.
2013년 초에는 자체 리뷰와 인터뷰 게재를 중단했다. 2024년 기준, 사이트 내에서 더 이상 자체 콘텐츠를 게시하지 않고 있지만, 여러 미디어 업체의 보도자료, 개발 소식, 시즌별 프로그램 목록 등을 정기적으로 업데이트하고 있다.